# Estadio Việt Trì
El estadio Việt Trì es un estadio de fútbol de asociación ubicado en la ciudad de Việt Trì, provincia de Phú Thọ, Vietnam. Este estadio tiene una capacidad de alrededor de 20.000 asientos. Se encuentra ubicado en las instalaciones del Complejo Deportivo de la provincia de Phú Thọ. Actualmente, el estadio es la sede del Phú Thọ Football Club.

## Historia
El estadio Việt Trì existe desde la década de 1960. En el año 2005, se hizo una inversión y reconstruido por el Comité Popular de la provincia de Phú Thọ su inversión fue alrededor de 100 mil millones de VND. Debido a muchos años sin un gran torneo, muchos elementos del patio se han deteriorado. Sin embargo, en los últimos años, el movimiento deportivo ha recibido la atención del Comité Provincial del Partido y el Comité Popular de la provincia de Phú Thọ, invirtiendo especialmente en el fútbol. En abril de 2019, la provincia concentró recursos en la reparación y mejora de las instalaciones del estadio Việt Trì y una serie de otros elementos e instituciones deportivas necesarias, atendiendo las necesidades deportivas de la gente y albergando partidos de fútbol nacionales e internacionales. Después de ser renovado, en el estadio se realizó un partido amistoso internacional entre Vietnam U23 y Myanmar U23 el 7 de junio de 2019; También es la sede de los partidos del Phú Thọ Football Club en Vietnamese League Three 2019, Vietnamese League Two 2020.
El estadio Việt Trì albergó el Grupo A de fútbol masculino en los Juegos del Sudeste Asiático de 2021.